# Mikrokosmos
Mikrokosmos (av grekiska, μικρός, mikros, "liten", och κόσμος, kosmos, "värld"), den mindre ordningen, till skillnad från den större (makrokosmos) och den halvstora ordningen (mesokosmos).
Mikrokosmos är en filosofisk term, "en värld i smått". Motsatsen är makrokosmos. Redan de äldsta grekiske filosoferna fäste uppmärksamheten vid analogierna mellan människan och världsalltet, och enligt Aristoteles ska Demokritos ha kallat människan en "liten värld"; en uppfattning, som sedan i olika former framträtt nästan hos alla följande filosofer. Lotze kallade sitt verk om människan och naturen Mikrokosmos (1856), och även Wundt, liksom tidigare Leibniz, uppfattade människosjälen som en spegel av universum.